# Alexandr Kurljandskij
Alexandr Jefimovič Kurljandskij (1. července 1938, Moskva – 21. prosince 2020, Moskva) byl ruský scenárista, satirik, dramatik a autor dětských knih. Proslavil se jako spoluautor scénáře animovaného seriálu Jen počkej, zajíci!.

## Biografie
Narodil se v Moskvě 1. července 1938. Za války žil s rodiči a prarodiči v Jekatěrinburgu, kam byli evakuováni. V roce 1961 úspěšně ukončil studium na Moskevské státní stavební univerzitě. Již při studiu psal scénáře pro krátké skeče pro spolužáky. Od roku 1964 se živil jako spisovatel a scenárista. Byl autorem především dětských knih. Jako scenárista se podílel spolu s Felixem Kamovem a Arkadijem Chajtem na vzniku animovaného seriálu Jen počkej, zajíci!. Kurljandskij se jako jediný podílel na scénáři všech dílů. Mezi další významné počiny patří scénář k seriálu Návrat ztraceného papouška.
Zemřel na rakovinu 21. prosince 2020 v Moskvě.

## Ocenění
- 1988 – Státní cena SSSR
- 2007 – Zasloužilý umělec Ruské federace